# Prometazina

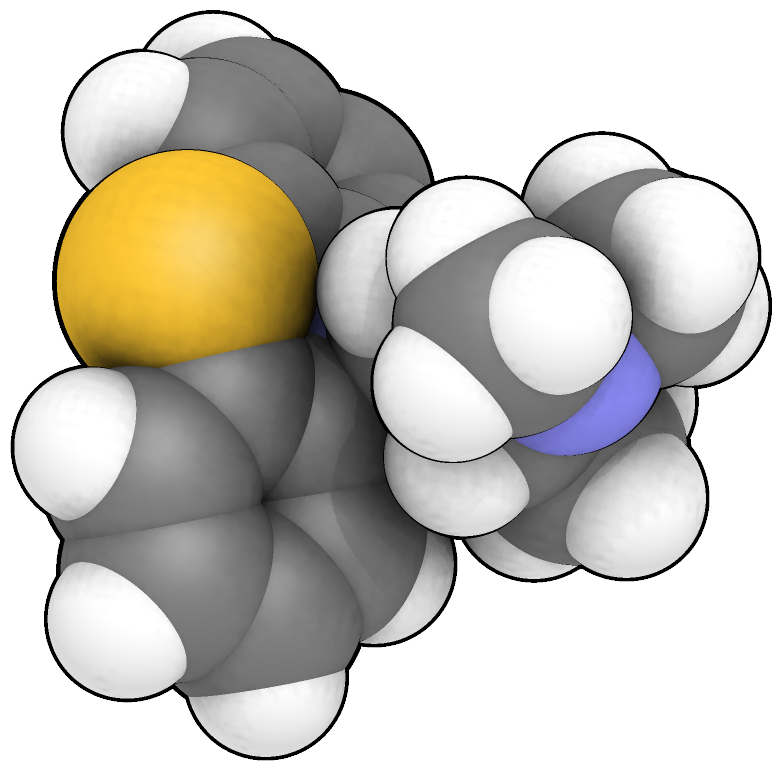
La molecola della prometazina secondo le sfere di Van de Waals

La Prometazina, scoperta nel 1940, è un derivato fenotiazinico, dotato di una spiccata attività deprimente del SNC nonché antagonista dei recettori H1 (attività antistaminica) e dei recettori muscarinici (attività anticolinergica). Inoltre, possiede alcune proprietà di antagonista della serotonina.

## Indicazioni
- Trattamento sintomatico degli stati allergici a carico dell'apparato respiratorio, delle mucosa e della cute
- Reazioni allergiche da farmaci e da trasfusioni di sangue o emoderivati
- Pruriti diffusi
- Reazioni anafilattiche e punture d'insetti
- Come sedativo ipnotico e per le turbe emotive di lieve entità
- Premedicazione anestetica
- Preparazione di cocktail litici.

Trattamento della nausea e del vomito nella cinetosi, nel vomito da farmaci, in nausea e vomito post-operatori (o PONV, secondo l'acronimo inglese); nonché nel trattamento sintomatico della nausea e delle vertigini, nella Sindrome di Menière e altri disturbi vestibolari.
Inoltre la prometazina è un comune ingrediente di preparati per il trattamento sintomatico della tosse e il raffreddore comune.

## Controindicazioni
Controindicata ai bambini con meno di 5 anni e alle donne in gravidanza.

## Effetti indesiderati
Fra gli effetti indesiderati si riscontrano: Sedazione e sonnolenza, astenia, facile affaticabilità, difficoltà nella coordinazione motoria, visione indistinta, diplopia, vertigini, ronzii auricolari o acufeni. Possibili segni d'eccitazione centrale, specialmente nei bambini, con la comparsa di euforia, nervosismo, tremori e insonnia e, ad altre dosi, convulsioni.
Per l'attività anticolinergica: secchezza della bocca o xerostomia, della  gola e del naso, stipsi, difficoltà nella minzione e ritenzione urinaria, riduzione della secrezione bronchiale, oppressione toracica e respiro difficoltoso.
Inoltre: disturbi epigastrici, anoressia, nausea, vomito e diarrea.

## Vie di somministrazione
È disponibile nelle formulazioni per OS, per via parenterale e per uso topico, la prometazina per via rettale non è in commercio in Italia.